# Моб Психо 100
Mob Psycho 100 (яп. モブサイコ100 Мобу Сайко Хяку, букв.«Моб Психо 100») — японская веб-манга, созданная художником под псевдонимом ONE. Публиковалась в Ura Sunday с 18 апреля 2012 года по 22 декабря 2017 года. С декабря 2014 года манга также доступна онлайн для мобильного приложения MangaONE, принадлежащего Shogakukan. Shogakukan собрал главы в 16 томов.
Студия Bones выпустила адаптацию аниме-телесериала. Первый сезон вышел в эфир в период с июля по сентябрь 2016 года, за которым последовал второй сезон, вышедший в эфир в период с января по апрель 2019 года. 20 октября 2021 года был анонсирован третий сезон. Адаптация в прямом эфире транслировалась с января по апрель 2018 года. Спин-офф серии манги под названием Reigen был выпущен в приложении Shogakukan MangaOne в 2018 году.
По состоянию на июль 2016 года тираж манги составил более 1,2 миллиона экземпляров. В 2017 году на 62-й премии Shogakukan, манга получила награду в категории сёнэн.

## Сюжет
История рассказывает об ученике средней школы Сигэо Кагэяме по прозвищу Моб, которое он получил за свою неприметность, являясь могущественным экстрасенсом. Моб считает свои способности опасными и непроизвольно сдерживает эмоции, чтобы избежать потери контроля над собой. Пытается жить жизнью обычного человека, но его подавленные эмоции и экстрасенсорные способности периодически вырываются наружу. Аратака Рейген, наставник и босс Моба, самопровозглашенный Величайший экстрасенс 21-го века, постоянно привлекает его к работе экстрасенса и впутывает в различные приключения.

## Персонажи

### Главные герои
Сигэо Кагэяма (яп. 影山 茂夫 Кагэяма Сигэо) по прозвищу Моб (яп. モブ Мобу) — главный протагонист истории, восьмиклассник и самый сильный экстрасенс в своей вселенной. Он очень сдержанный, плохо разбирается в людях и плохо контролирует эмоции. Моб считает, что его экстрасенсорные способности в основном опасны и не нужны ему в обычной жизни, поэтому избегает их использования. Сигэо непроизвольно подавляет эмоции, чтобы сохранить контроль над собой, но когда они прорываются вместе с ними высвобождаются и почти полная сила его сверхспособностей. Моб работает в Консультации Рэйгэна за 300 йен в час. В школе он является членом атлетического Клуба Совершенствования Тела, в который вступил мечтая произвести впечатление на свою тайную любовь. Его также называют серым кардиналом (Урабантё: яп. 裏番長 дословно переводится как «тайный школьный лидер банды») средней школы Соль, известным как Белая Смерть, но этот факт многим остается неизвестен, в том числе и ему самому. Сигэо также обладает огромной неведомой силой, которая пробуждается только когда он теряет сознание под названием «???%», которая хочет ему помочь.
Сэйю: Сэцуо Ито
Аратака Рэйгэн (яп. 霊幻 新隆 Рэйгэн Аратака) — наставник Моба. Имеет собственную сравнительно дешёвую Консультацию по призракам и тому подобному. По существу, он просто талантливый мошенник, зачастую оказывающий обычные услуги под видом экстрасенсорных. Имеет зелёный пояс шаолиньского бокса. Очень боится тараканов и любит собак. Рэйгэн решает большинство проблем своих клиентов обычными навыками и убеждением, но при встрече с мистическими силами вызывает Моба. Даже при том, что он мошенник, Рэйгэн очень серьёзно относится к внутренним смятениям Моба и даёт ему соответствующие советы.
Сэйю: Такахиро Сакураи
Ямочки (яп. エクボ Экубо) — злой дух высшего класса, коварный и хитрый. Для него характерен круговой румянец на щеках. Для того, чтобы стать богом и ему поклонялись люди, он создал свой культ под названием LOL, но был побеждён Мобом. После поражения потерял большую часть своих сил, и привязался к Мобу, который считает его безвредным, в надежде однажды захватить его тело. Так же он пытался воспользоваться и братом Моба, Рицу. Ямочки может вселяться в тела других и высвобождать весь потенциал своего хозяина, но старается не навредить телу.
Сэйю: Акио Оцука
Рицу Кагэяма (яп. 影山 律 Кагэяма Рицу) — младший брат Моба, семиклассник. Умён и грамотен, преуспевает как в учёбе, так и в спорте (один из лучших учеников страны). Он красив, поэтому очень популярен у девушек. Также является членом Студенческого Совета. Будучи младшим братом сильного экстрасенса, Рицу страдает от комплекса неполноценности. В конце концов он развивает свои экстрасенсорные способности, но всё равно уступает в них старшему брату. Сила Рицу, так же, как и у Моба, связана с испытываемыми им эмоциями, но в его случае это чувства печали и вины.
Сэйю: Мию Ирино
Тэруки Ханадзава (яп. 花沢 輝気 Ханадзава Тэруки) — Серый Кардинал средней школы Чёрный Уксус, известный большинству как Тэру. Кроме того, невероятно сильный экстрасенс, изначально относился с презрением к людям без экстрасенсорных способностей, называя их «простолюдинами». Привыкший свободно использовать свою силу в повседневной жизни, будь то экзамены или спорт, Тэру отлично со всем справляется. В сочетании с красивой внешностью, он пользуется большой популярностью. Встаёт в косолапую позу, когда сражается всерьёз. После того, как был побеждён Мобом, его взгляды на экстрасенсорные способности изменились, и он стал дружелюбнее. Также Тэру становится наставником для нескольких низкосортных экстрасенсов, которые были захвачены Когтем.
Сэйю: Ёсицугу Мацуока

### Средняя школа Соль
Цубоми Таканэ (яп. 高嶺 ツボミ Таканэ Цубоми) — подруга детства Моба и его тайная любовь.
Сэйю: Уки Сатакэ
Томэ Курата (яп. 暗田 トメ Курата Томэ) — президент Клуба Телепатии, служит для других членов средством покупки закусок и бездельничества после школы. Под угрозой расформирования клуба, она пыталась убедить Моба присоединиться, но он предпочёл вступить в Клуб Совершенствования Тела.
Сэйю: Ацуми Танэдзаки
Синдзи Камуро (яп. 神室 真司 Камуро Синдзи) — президент Студенческого Совета. Нарцисс, использующий свою власть в качестве президента Студенческого Совета для поддержки своего самоуважения. В рамках своего плана «Зачистки», он убеждает Рицу подставить хулиганов и обвинить их в «извращениях», но этот план вскоре оборачивается против него. Это приводит к тому, что он решает не признавать последствия своих действий, независимо от того, что студенты будут думать о нём.
Сэйю: Кодзи Юса
Токугава (яп. 德川 Токугава) — вице-президент Студенческого Совета.
Сэйю: Ёсицугу Мацуока
Мусаси Года (яп. 郷田 武蔵 Года Мусаси) — президент Клуба Совершенствования Тела.
Сэйю: Тосихико Сэки
Ити Мэдзато (яп. 米里 イチ Мэдзато Ити) — одноклассница Моба и член Клуба Школьной Газеты. Преданный своему делу репортёр, который всегда ищет новые сенсации для публикации.
Сэйю: Аюми Фудзимура
Тэнга Онигавара (яп. 鬼瓦 天牙 Онигавара Тэнга) — лидер хулиганов средней школы Соль, один из многих несчастных жертв Синдзи и его плана «Зачистки». После того, как Онигавару подставили, он понял, что люди ненавидят его. Он несет ответственность за преступления, совершённые ранее, и присоединяется к Клубу Совершенствования Тела в стремлении изменить себя.
Сэйю: Ёсимаса Хосоя

### Лаборатория Пробуждения
Кэндзи Мицуура (яп.  Мицуура Кэндзи) — основатель Лаборатории Пробуждения.
Сэйю: Синъя Фукумацу
Рэй Куросаки (яп. 黑崎 麗  Куросаки Рэй) — экстрасенс со способностями к ясновидению, которые позволяет ей предсказать и выбирать правильные варианты и пути. Во время первого испытания точность её прогнозов составляла 62 %.
Сэйю: Санаэ Фуку
Такэси Хосино (яп. 星野 武史 Хосино Такэси) — экстрасенс со способностями к телекинезу. Во время дебюта, его силы были очень слабы и ограничивались только изгибом ложки. Но теперь, будучи обученным Тэруки Ханадзавой, в состоянии поднять до 10 килограммов.
Сэйю: Кохэй Амасаки
Го Асахи (яп. 朝日 豪 Асахи Го:) — экстрасенс, специализирующийся на пирокинезе. Ранее был в состоянии лишь поджечь небольшим пламенем кончик пальца, но, под наставлениями Тэру, его сила значительно выросла (хотя все ещё довольно слаба).
Сэйю: Юсукэ Кувахата
Дайти Сиратори (яп. 白鳥 大地 Сиратори Дайти) и Кайто Сиратори (яп. 白鳥 海斗 Сиратори Кайто) — братья-близнецы с телепатической экстрасенсорной силой. Изначально могли лишь читать мысли друг друга, но, под руководством Тэруки, стали способны читать мысли других, объединив свои силы.
Сэйю: Хироюки Кагура

## Медиа-издания

### Веб-манга и издание
Веб-манга начала публикацию в Ura Sunday 18 апреля 2012 года. Shogakukan начали издавать серию в танкобонах с 16 ноября 2012 года. На русском языке лицензию купило издательство «Терлецки комикс». Манга была издана в формате омнибусов по два тома в одной книге с твёрдой обложкой.

#### Список томов
| №  | В Японии             | В Японии               | В России              | В России               |
| №  | Дата публикации      | ISBN                   | Дата публикации       | ISBN                   |
| -- | -------------------- | ---------------------- | --------------------- | ---------------------- |
| 1  | 16 ноября 2012 года  | ISBN 978-4-09-124102-3 | 24 сентября 2022 года | ISBN 978-5-6046878-4-0 |
| 2  | 18 февраля 2013 года | ISBN 978-4-09-124252-5 | 24 сентября 2022 года | ISBN 978-5-6046878-4-0 |
| 3  | 18 июня 2013 года    | ISBN 978-4-09-124338-6 | 24 сентября 2022 года | ISBN 978-5-6046878-5-7 |
| 4  | 18 июля 2013 года    | ISBN 978-4-09-124397-3 | 24 сентября 2022 года | ISBN 978-5-6046878-5-7 |
| 5  | 18 декабря 2013 года | ISBN 978-4-09-124543-4 | 14 декабря 2022 года  | ISBN 978-5-6046878-6-4 |
| 6  | 16 мая 2014 года     | ISBN 978-4-09-124682-0 | 14 декабря 2022 года  | ISBN 978-5-6046878-6-4 |
| 7  | 18 июля 2014 года    | ISBN 978-4-09-125129-9 | 2023                  | ISBN 978-5-6046878-8-8 |
| 8  | 17 октября 2014 года | ISBN 978-4-09-125476-4 | 2023                  | ISBN 978-5-6046878-8-8 |
| 9  | 12 февраля 2015 года | ISBN 978-4-09-125748-2 | 2023                  | ISBN 978-5-6046878-9-5 |
| 10 | 4 августа 2015 года  | ISBN 978-4-09-126328-5 | 2023                  | ISBN 978-5-6046878-9-5 |
| 11 | 4 декабря 2015 года  | ISBN 978-4-09-126676-7 | 2023                  | ISBN 978-5-6049687-5-8 |
| 12 | 17 июня 2016 года    | ISBN 978-4-09-127310-9 | 2023                  | ISBN 978-5-6049687-5-8 |
| 13 | 19 августа 2016 года | ISBN 978-4-09-127373-4 | 2023                  | ISBN 978-5-6049687-7-2 |
| 14 | 19 апреля 2017       | ISBN 978-4-09-127592-9 | 2023                  | ISBN 978-5-6049687-7-2 |
| 15 | 19 октября 2017      | ISBN 978-4-09-127819-7 | 2023                  | ISBN 978-5-6049687-8-9 |
| 16 | 19 июля 2018         | ISBN 978-4-09-128460-0 | 2023                  | ISBN 978-5-6049687-8-9 |

### Аниме
Об аниме-адаптации веб-манги было объявлено в журнале Ura Sunday 2 декабря 2015 года. Анимацией занималась студия Bones, режиссёром стал Юдзуру Татикава. Сценарий написал Хироси Сэко, дизайном персонажей занимался Ёсимити Камэда, а композитором стал Кэндзи Каваи.
Открывающая композиция «99» была исполнена MOB CHOIR, а закрывающая «Refrain Boy» (яп. リフレインボーイ Рифурэйн Бо:й) исполнена группой ALL OFF.
Сериал выходил в эфир на Tokyo MX с 12 июля по 27 сентября 2016 года, позже стал транслироваться на TV Asahi, ytv, BS Fuji.
В мае 2022 года вышел официальный тизер-трейлер третьего сезона аниме «Моб психо 100». Премьера запланирована на октябрь.

#### Список серий

##### Первый сезон (2016)
| № серии | Название | Трансляция в Японии   |
| ------- | --- | --------------------- |
| 1       | Самозваный экстрасенс Рэйгэн Аратака и Моб «Дзисё: Рэйно:рёкуся Аратака Рэйгэн ～то Мобу～» (自称霊能力者・霊幻新隆～とモブ～)                   | 12 июля 2016 года     |
| 2       | Сомнения юности. На сцену выходит клуб телепатов «Аой Хару но Гимон ～Но:кан Дэмпа-бу То:дзё:～» (青い春の疑問～脳感電波部登場～)                | 19 июля 2016 года     |
| 3       | Приглашение на собрание. Проще говоря, хочу стать популярным «Цудой э но Сасой ~Кантан ни Иу то Мотэтай~» (集いへの誘い～簡単に言うとモテたい～) | 26 июля 2016 года     |
| 4       | Вход только для дураков. Собратья «Бака Онри: Ибэнто ~До:руй~» (馬鹿オンリーイベント～同類～)                                                    | 2 августа 2016 года   |
| 5       | Чокнутый воин. Сила экстрасенса и я «Отимуся ~Тё:но:рёку то Боку~» (OCHIMUSHA～超能力と僕～)                                                     | 9 августа 2016 года   |
| 6       | Дисгармония. Чтобы стать тем «Футё:ва ~Нару Тамэ ни~» (不調和～成るために～)                                                                     | 16 августа 2016 года  |
| 7       | На подъёме. Я заполучу утрату «Ко:ё: ~Со:сицу о Тэнийрэта~» (昂揚～喪失を手に入れた～)                                                           | 23 августа 2016 года  |
| 8       | Брат бьёт поклон. Воля разрушать «Ани Пэко ~Хакай Иси~» (兄ペコ～破壊意思～)                                                                     | 30 августа 2016 года  |
| 9       | "Коготь". Седьмое подразделение «"Цумэ" ~Дай Нана Сибу~» ("爪"～第７支部～)                                                                      | 6 сентября 2016 года  |
| 10      | Ужасающе злая аура. Кукловод «Кёаку но О:ра ~Куромаку~» (巨悪のオーラ～黒幕～)                                                                   | 13 сентября 2016 года |
| 11      | Учитель. Лидер «Сисё: ~Ри:да:~» (師匠 ~Leader~)                                                                                                  | 20 сентября 2016 года |
| 12      | Моб и Рэйгэн «Мобу то Рэйгэн» (モブと霊幻) | 27 сентября 2016 года |

##### Второй сезон (2019)
| № серии | Название                               | Трансляция в Японии  |
| ------- | -------------------------------------- | -------------------- |
| 1 (13)  | Треск. Кто-то смотрит.                 | 7 января 2019 года   |
| 2 (14)  | Городские легенды. Встреча со слухами. | 14 января 2019 года  |
| 3 (15)  | Нарастающая опасность. Перемены.       | 21 января 2019 года  |
| 4 (16)  | Сущность. Злой дух.                    | 28 января 2019 года  |
| 5 (17)  | Разлад. Выбор.                         | 4 февраля 2019 года  |
| 6 (18)  | Одинокий Уайти                         | 11 февраля 2019 года |
| 7 (19)  | Загнанный. Истинное лицо.              | 18 февраля 2019 года |
| 8 (20)  | И всё равно. Вперёд.                   | 25 февраля 2019 года |
| 9 (21)  | Покажи мне. Сходка.                    | 4 марта 2019 года    |
| 10 (22) | Схватка. Силач.                        | 11 марта 2019 года   |
| 11 (23) | Наставление. Сверхчувства.             | 18 марта 2019 года   |
| 12 (24) | Битва за возврат в общество. Дружба.   | 25 марта 2019 года   |
| 13 (25) | Битва с боссом. Последний свет.        | 1 апреля 2019 года   |

## Пояснения
1. ↑  Премьера серии была указана на Tokyo MX в 24:00 11 июля 2016 года, что фактически 12 июля.